# Тализман

Тализман на карте штата.

Тализман (порт. Talismã) — муниципалитет в Бразилии, входит в штат Токантинс. Составная часть мезорегиона Западный Токантинс. Входит в экономико-статистический микрорегион Гурупи. Население составляет  2 562 человека на 2010 год. Занимает площадь 2 156,902 км². Плотность населения — 1,19 чел./км².

## Демография
Согласно сведениям, собранным в ходе переписи 2010 г. Национальным институтом географии и статистики (IBGE), население муниципалитета составляет:
| Полное население                               | Полное население                               | Полное население                               | Полное население                               | 2 562 |
| ---------------------------------------------- | ---------------------------------------------- | ---------------------------------------------- | ---------------------------------------------- | ----- |
| в том числе:                                   | Городское население                            | 1 363                                          | Процент городского населения, %                | 53,20 |
|                                                | Сельское население                             | 1 199                                          | Процент сельского населения, %                 | 46,80 |
|                                                | Мужское население                              | 1 351                                          | Процент мужского населения, %                  | 52,73 |
|                                                | Женское население                              | 1 211                                          | Процент женского населения, %                  | 47,27 |
| Плотность населения, чел/км²                   | Плотность населения, чел/км²                   | Плотность населения, чел/км²                   | Плотность населения, чел/км²                   | 1,19  |
| Население муниципалитета в % к населению штата | Население муниципалитета в % к населению штата | Население муниципалитета в % к населению штата | Население муниципалитета в % к населению штата | 0,19  |

По данным оценки 2016 года население муниципалитета составляет 2 737 жителей.
Праздник города —  26 мая. 

## Статистика
- Валовой внутренний продукт на 2003 составляет 12.513.811,00 реалов (данные: Бразильский институт географии и статистики).
- Валовой внутренний продукт на душу населения на 2003 составляет 4.854,08 реалов (данные: Бразильский институт географии и статистики).
- Индекс развития человеческого потенциала на 2000 составляет 0,719 (данные: Программа развития ООН).

## Важнейшие населенные пункты
| № | Населённый пункт | Населённый пункт (порт.) | Категория | Население чел. (2010) | На карте                        |
| - | ---------------- | ------------------------ | --------- | --------------------- | ------------------------------- |
| 1 | Тализман         | Talismã                  | город     | 1 363                 | 12°48′09″ ю. ш. 49°05′37″ з. д. |
| 2 | Вила-Униан       | Vila União               | поселок   | 144                   | 12°23′45″ ю. ш. 48°49′03″ з. д. |